# Paramore
Paramore (AFI: [ˈpærəmɔər]) é uma banda americana de rock formada em Franklin, Tennessee no ano de 2004. Desde 2017, seus membros incluem a vocalista principal Hayley Williams, o guitarrista principal Taylor York e o baterista Zac Farro. Williams e Farro são membros desde o início da banda, enquanto York, um amigo de ensino médio do lineup original, juntou-se em 2007. Williams é a única integrante a aparecer em todos os seis álbuns de estúdio da banda.
A banda assinou com a Fueled by Ramen, uma subsidiária da Atlantic Records (ambas pertencentes à Warner Music Group). Williams assinou contrato com a Atlantic separadamente, já que foi descoberta quando era adolescente. Foi a única gravadora que permitiu ela permanecer na banda ao invés de ingressar em carreira solo, no entanto, Atlantic disse que o resto da banda teria que assinar com a Fueled by Ramen. O álbum de estreia da banda, All We Know Is Falling (2005), alcançou a 30ª posição da tabela Top Heatseekers da Billboard em 2006 e a quarta posição da tabela de álbuns de rock britânica em 2009, conquistando a certificação de ouro no Reino Unido por mais de 100 mil cópias vendidas.
O segundo álbum de estúdio da banda, Riot! (2007), tornou-se um sucesso mainstream graças ao êxito das canções "Misery Business", "Crushcrushcrush" e "That's What You Get". O álbum recebeu o certificado de platina nos Estados Unidos e a banda foi indicada ao prêmio de Artista Revelação no Grammy Awards de 2008. Meses depois, a banda contribuiu com duas faixas para a trilha sonora de Twilight (2008), com "Decode" configurando-se como uma de suas canções-assinatura e recebendo uma indicação ao prêmio de Melhor Canção em Mídia Visual no Grammy Awards de 2010. Seu álbum seguinte, Brand New Eyes (2009), alcançou a segunda posição da Billboard 200 e tornou-se na época o álbum da banda com melhor desempenho no gráfico. O álbum produziu o single "The Only Exception", que atingiu o top quarenta nos Estados Unidos e posteriormente conquistou o certificado de platina na Irlanda e no Reino Unido.
Após a saída de Zac e Josh Farro em 2010, a banda lançou seu quarto álbum de estúdio, autointitulado, em 2013. Paramore tornou-se o primeiro álbum da banda a figurar no topo da tabela de álbuns dos Estados Unidos, além também conquistar o topo no Reino Unido, Irlanda, Austrália, Nova Zelândia, Brasil, Argentina e México. O projeto trouxe os singles "Still Into You" and "Ain't It Fun", com o último rendendo a Williams e York o prêmio de Melhor Canção de Rock no Grammy Awards de 2015, sendo assim a primeira vitória da banda no Grammy. O lineup da banda mudou novamente após o álbum, com o baixista Jeremy Davis saindo do grupo no final de 2015 e o baterista Zac Farro retornando em 2017. Os quinto e sexto álbuns de estúdio da banda, After Laughter e This Is Why, foram lançados em maio de 2017 e fevereiro de 2023, respectivamente, e conquistaram aclamação crítica.

## História

### 2002–04: Formação
Em 2002, quando tinha treze anos de idade a vocalista Hayley Williams mudou-se de sua cidade natal Meridian, Mississippi para Franklin, Tennessee onde ela conheceu os irmãos Josh e Zac Farro na escola. Pouco tempo após a sua chegada, ela começou a fazer aulas de canto com Brett Manning. Antes de formar o Paramore no entanto, Williams e o baixista Jeremy Davis participaram de uma banda chamada The Factory, enquanto os irmãos Farro tocavam juntos depois da escola. A banda foi oficialmente formada por Josh Farro, Zac Farro, Jeremy Davis e Hayley Williams, em 2004 com a entrada posterior do vizinho de Williams, Jason Bynum. Eles colocaram o nome "Paramore" que é derivado do nome da mãe de um antigo baixista da banda, do tempo em que eles ainda tocavam na garagem, uma vez que o grupo descobriu o significado da palavra Paramour ("Amante secreto"), que soa idêntica ao nome escolhido, eles decidiram adotar o nome, usando a ortografia Paramore. A primeira canção da banda que foi escrita em conjunto foi "Conspiracy", que mais tarde foi utilizada em seu primeiro álbum. Durante os anos seguintes, o Paramore se apresentou em locais fora da área da grande Nashville, Tennessee) incluindo os concertos e festivais Purple Door e Warped Tour. John Janick, CEO e co-fundador da gravadora Fueled by Ramen, ouviu demos da banda e foi a um concerto para ouvi-los ao vivo. Depois de uma pequena apresentação em um armazém, a banda assinou com a gravadora em abril de 2005.

### 2005–06:All We Know Is Falling

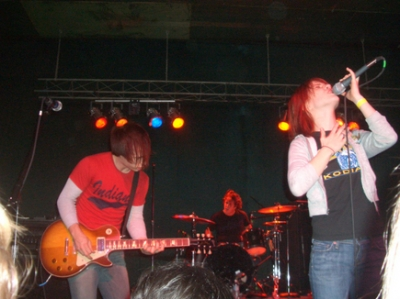
Paramore durante show para divulgação de All We Know Is Falling em janeiro de 2006.

A banda viajou então para Orlando para gravar seu álbum de estreia All We Know Is Falling porém, pouco tempo depois o baixista Jeremy Davis optou por deixar a banda citando razões pessoais. Os outros membros continuaram a gravação do álbum escrevendo "All We Know", sobre a saída de Davis. A gravação de All We Know Is Falling levou três semanas e o material promocional para o álbum mostrava apenas os quatro membros restantes. Antes da turnê, a banda adicionou John Hembree para substituir Davis. Durante este verão, Paramore se apresentou no Shira Girl Stage 2005 com a Warped Tour. Ao ser convidado pela banda a voltar, Davis retornou ao Paramore depois de cinco meses separados. All We Know Is Falling foi lançado em 24 de julho de 2005 e alcançou a 30ª posição no Heatseekers Chart da Billboard. Paramore lançou então "Pressure" como seu primeiro compacto, com um vídeo dirigido por Shane Drake, mas a canção não teve lugar nas paradas musicais. O vídeo mostrava a banda tocando num armazém. "Pressure" também é destaque na trilha sonora para o game The Sims 2 para PlayStation 2 e Xbox. Em julho "Emergency" foi lançado como o segundo single, o vídeo novamente reúne a banda com o diretor Shane Drake e apresenta William Hunter, que substituiu Bynum na guitarra. O terceiro compacto foi "All We Know", o vídeo consiste de uma coleção de apresentações ao vivo e os bastidores.

### 2007:Riot!e outros projetos
Paramore começou a gravar seu segundo álbum Riot! em janeiro de 2007 terminando a produção em março, desta vez sem Hunter Lamb que deixou a banda no início de 2007 para se casar. Sem Lamb, o guitarrista solo Farro foi obrigado a desempenhar todos os papéis de guitarra no álbum. Lamb foi desde então substituído pelo guitarrista Taylor York, que tinha estado em uma banda com os irmãos de Farro antes que os dois encontrassem Williams. Depois de ser cortejado pelos produtores Neal Avron e Howard Benson, o Paramore optou por gravar Riot! com o produtor de Nova Jersey. O álbum então foi lançando em 12 de junho de 2007. Riot! ficou na 20ª posição na Billboard 200 e na 24ª nas paradas do Reino Unido. O álbum vendeu 44.000,00 cópias na primeira semana nos Estados Unidos. O nome Riot! havia sido escolhido porque ele significava "uma súbita explosão de emoção descontrolada" e era uma palavra que "resumia tudo."

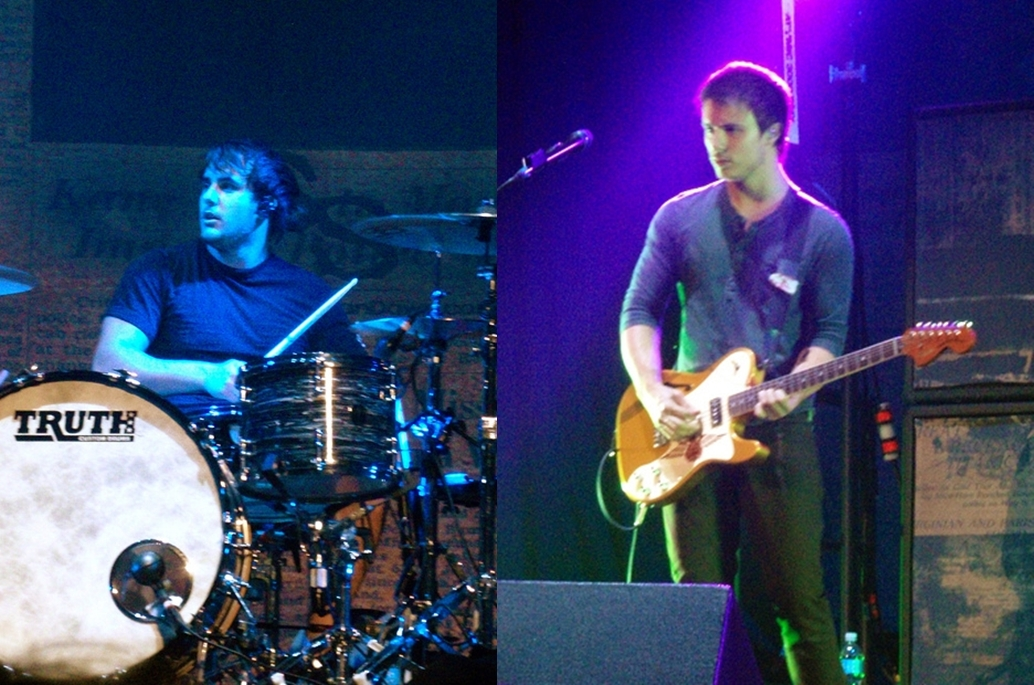
Zac e Josh Farro, baterista e guitarrista da banda, respectivamente, entre 2004 e 2010, durante apresentação em Vancouver, 2009.

O primeiro single do álbum, lançado em 21 de junho de 2007, "Misery Business" é de acordo com Williams muito honesto do que qualquer coisa que já escreveram, e os outros integrantes igualaram a emoção musicalmente". Durante o verão de 2007, o Paramore fez sua estreia na televisão no show diário Fuse Networks e o segundo single de Riot!, "Hallelujah" foi lançado em 30 de julho de 2007. O vídeo muito semelhante ao de "All We Know" mistura bastidores e performances ao vivo. Em agosto de 2007, Paramore tinha se apresentado na MTV, executando as versões acústicas das suas canções. Como "MTV Artists of the Week", a banda filmou os pontos temáticos de acampamento em Queens, Nova York, tudo escrito e dirigido por Evan Silver e Gina Fortunato; por semanas de agosto de 2007, "Misery Business" foi o vídeo número um na MTV.com. E em 8 de outubro, Paramore tocou "Misery Business" ao vivo no Late Night with Conan O'Brien. Ainda em Agosto o Paramore participou do videoclipe da banda New Found Glory em seu cover de "Kiss Me", canção da Sixpence None the Richer. Em 11 de outubro de 2007, o vídeo da música "Crushcrushcrush" estreou na televisão dos Estados Unidos como o próximo single de Riot!. O vídeo de "Crushcrushcrush" mostra a banda tocando no deserto, mediante a ser espiados e mais tarde, destruindo seu equipamento. O single foi lançado oficialmente nos Estados Unidos em 19 de novembro de 2007 e disponibilizado no Reino Unido em 12 de novembro. A banda executou um estilo acústico ao vivo na cidade de Boston em 29 de novembro de 2007 para a FNX rádio. Em 31 de dezembro de 2007, Paramore tocou no programa de Véspera de Ano-Novo da MTV.

### 2008:TwilighteThe Final Riot!
Paramore foi destaque na capa de fevereiro de 2008 da revista Alternative Press e foi eleita "A Melhor Banda de 2007" pelos leitores. A banda também foi nomeada para o "Artista Revelação" no Grammy Awards apresentado em 10 de fevereiro de 2008, mas perdeu para Amy Winehouse. No início de 2008 começou a turnê de Paramore no Reino Unido para promover o seu álbum Riot!, juntamente com New Found Glory, Kids in Glass Houses e Conditions. No início de fevereiro de 2008, a banda começou uma turnê por toda a Europa, porém em 21 de fevereiro de 2008 a banda anunciou que tinham cancelado seis shows devido às questões pessoais. Williams escreveu no site da banda que o intervalo dará a banda uma possibilidade para sair e realizar as questões pessoais. A MTV.com informou que os fãs de Paramore estavam especulando sobre o futuro da banda e rumores de problemas relatados que tinha sido iniciados no início do mês quando Josh Farro, expressou sua raiva contra os meios de comunicação sobre o foco da Williams. A banda no entanto, retornou à sua cidade natal para gravar o videoclipe para o quarto single "That's What You Get", que só foi liberado em 24 de março de 2008.
O quarto single "That's What You Get" dirigido pelo diretor Marcos Siega foi filmado na cidade de Nashville entre os dias 2 e 3 de março. No vídeo, há uma interação entre a banda e os velhos amigos dos integrantes, num momento festivo embora as especulações do término da banda estivessem sendo rumores preocupantes ao futuro do Paramore. A banda saiu em turnê com o Jimmy Eat World nos Estados Unidos em abril e maio de 2008; além de intitular o festival Give It a Name no Reino Unido também no mês de maio. A banda também realizou shows no In New Music We Trust Stage no Radio 1's One Big Weekend em Mote Park, Kent em 10 de maio de 2008.
No TRL da MTV em 7 de maio de 2008 - Williams afirmou que a banda trabalhava em um novo álbum, que seria confiantemente lançado no verão de 2009. Hayley diz que ela e a banda estiveram praticando as novas canções durante as passagens de som na turnê. Em um artigo de capa na Alternative Press, Zac Farro especulava sobre um próximo álbum, dizendo que ele iria soar como bandas Mew, Thrice, e Arcade Fire. Mais tarde o Paramore lançou a canção "Decode", single principal do filme Twilight. Outra canção chamada "I Caught Myself" também entrou na trilha sonora do filme. A banda começou a filmar o vídeo em 13 de setembro de 2008 e a vocalista Hayley Williams postou fotos do set no site oficial. "Decode" foi lançado em 1º de outubro de 2008 no site do Paramore Fan Club bem como no site de Stephenie Meyer, autora da série de livros baseada no filme. Tempos antes, o Paramore anunciou em seu site que eles entrariam em turnê novamente; desta vez com o nome de "The Final Riot!", com início em 25 de julho e término em 1º de setembro. Nessa turnê a banda tocou uma parte de "Hallelujah" de Leonard Cohen e gravou o álbum ao vivo The Final Riot!, primeiramente no Reino Unido em 24 de novembro e no dia seguinte nos Estados Unidos. O álbum inclui um DVD bônus com o concerto ao vivo, um documentário exclusivo e os bastidores.

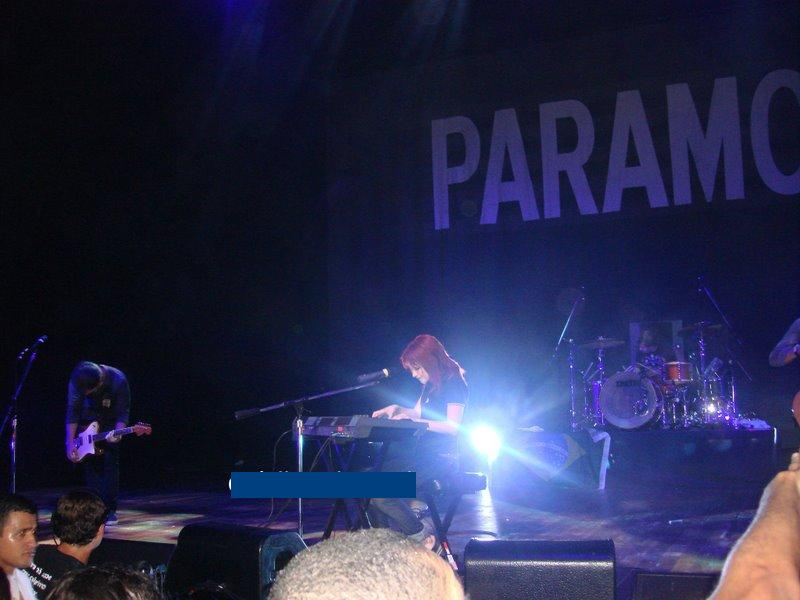
Hayley tocando teclado durante apresentação do Paramore em São Paulo em 23 de outubro de 2008.

 Em outubro, o grupo fez uma turnê pela América Latina passando por México, Brasil e Chile. O Paramore desembarcou no Brasil em 21 de outubro e realizaram três apresentações. No dia 23 de outubro fizeram o primeiro show em São Paulo no Credicard Hall e em 24 de outubro no Rio de Janeiro também no Citibank Hall e em Porto Alegre no dia 25 de outubro no Teatro do Bourbon Country. Receberam o prêmio MTV Brasil que haviam ganhado no VMB 2008 de "Artista Internacional do Ano".
Em novembro de 2008, Josh Farro anunciou que a banda estava trabalhando em seu terceiro álbum de estúdio. Falando para a Rocksound, Josh disse que nenhuma das canções está finalizada, mas que o Paramore tinha algumas ideias. Josh ainda disse que tinham em algum lugar de oito a dez ideias para músicas e que elas eram todas músicas ótimas. Para finalizar disse que o álbum estava numa fase mais inicial e que seriam mais dinâmicos nesse álbum do que no último Riot!

### 2009–10:Brand New Eyes
Em 23 de março de 2009, Paramore começou a gravar seu terceiro álbum de estúdio na Califórnia no estúdio em Hidden Hills. Em janeiro de 2009, Josh Farro disse para a revista inglesa Kerrang! que tentariam gravar o álbum em Nashville pois disse que gravar o disco lá seria inspirador e poderiam ir para suas casas. As primeiras canções do álbum foram divulgadas durante uma turnê que a banda fez com o grupo No Doubt que a banda participou no verão americano. O novo álbum intitulado Brand New Eyes foi oficialmente lançado em 29 de setembro nos Estados Unidos e possui doze faixas. O primeiro single "Ignorance" foi liberado para downloads, além da pré-venda oficial do CD em 7 de julho. O produtor Rob Cavallo conhecido por produzir o single "Decode" além de ter trabalhado com artistas como Green Day, Avril Lavigne, Less Than Jake e My Chemical Romance foi o produtor de Brand New Eyes. O video clipe oficial de "Ignorance" estreou na MTV em 13 de agosto de 2009, além do video também ter sido disponibilizado em vários outros sites. O Paramore então anunciou que sairiam em uma turnê de divulgação do álbum pelos E.U.A. e que as apresentações começariam em 29 de setembro, dia este do lançamento do disco e que a turnê encerraria em novembro com um show na cidade natal da banda, Nashville.
Durante o primeiro show da turnê de divulgação de Brand New Eyes, a vocalista Hayley Williams teve de deixar o palco devido a um problema na voz. E em 2 de outubro, foi anunciado que algumas datas da turnê teriam de ser adiadas, pois Williams estava infectada com laringite. Em 23 de novembro foi lançado o clipe do segundo single de Brand New Eyes, "Brick By Boring Brick", dirigido por Meiert Avis, que já havia trabalhado com bandas como New Found Glory e U2. O video estreou primariamente no site da banda.
Em 14 de janeiro de 2010, Hayley Williams confirmou o próximo single de Brand New Eyes, sendo a canção "The Only Exception"; o video clipe foi lançado pelo website oficial da banda em 17 de fevereiro e foi dirigido por Brandon Chesbro, que também dirigiu o DVD, The Final Riot. Em fevereiro de 2010 Justin York, irmão de Taylor York substituiu Josh Farro na turnê do Paramore pela Oceânia, já que o guitarrista principal se ausentou por algum tempo das atividades relacionadas a banda em razão do seu casamento. A banda então, após o retorno confirmado de Josh Farro, planejou embarcar em uma nova turnê pelos E.U.A. em abril. Paramore também abriu shows do Green Day em sua Stadium Tour, em Dublin e Paris. A banda também tocou no Reading and Leeds Festival em 20 e 29 de agosto, que acontece simultaneamente nas cidades de Reading e Leeds, na Inglaterra, abrindo os shows da banda Blink 182. Em maio, foi anunciado ainda que a banda faria mais uma turnê curta pelo Reino Unido em novembro de 2010.

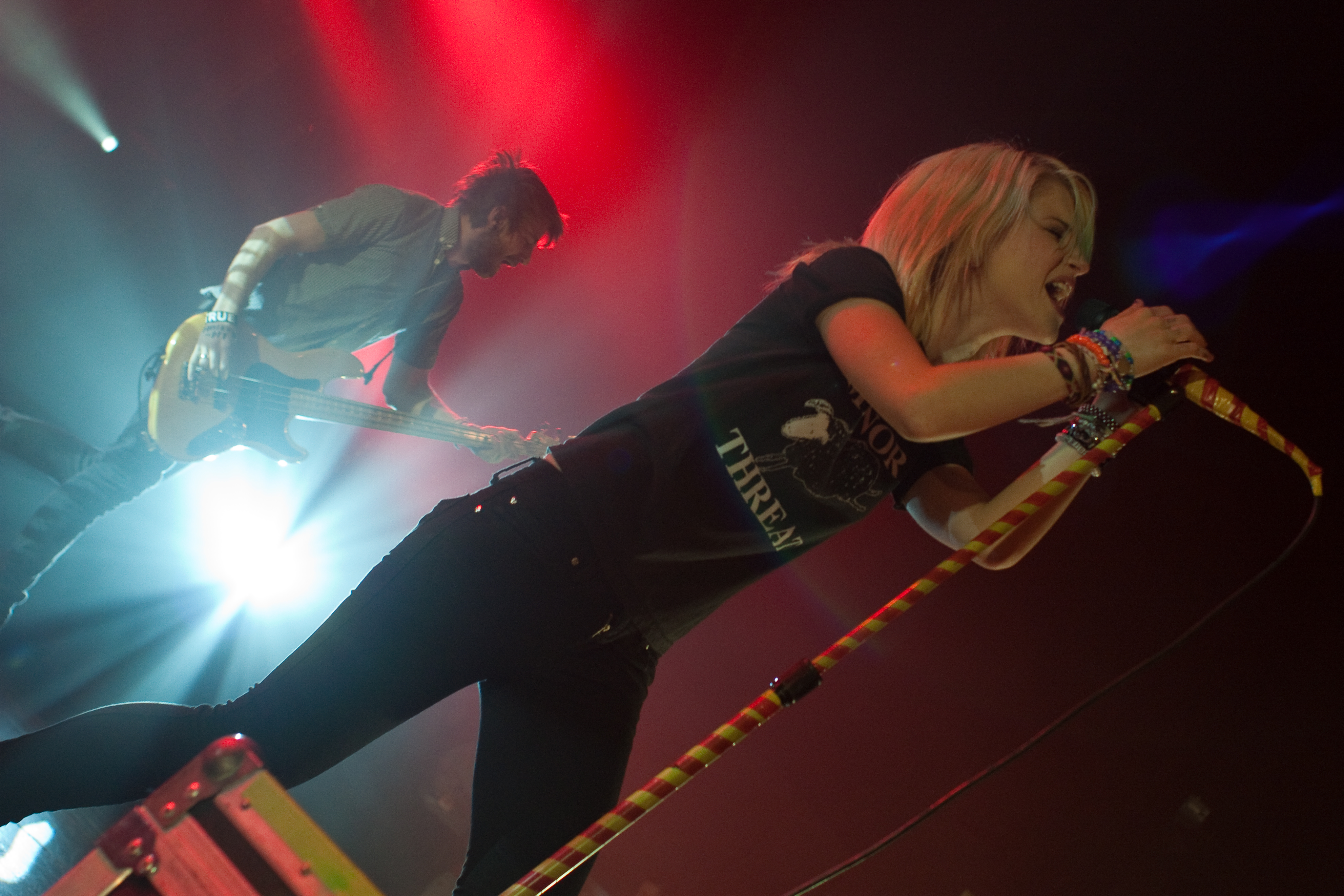
Paramore durante um show da turnê de divulgação do álbum Brand New Eyes em 2009 nos Estados Unidos.

Os singles seguinte da banda para Brand New Eyes foram a canção "Careful" e "Playing God" lançados então como quinto e último single do álbum em novembro de 2010, sendo acompanhado com um videoclipe para as canções, o estilo do videoclipe de "Careful" foi igual ao de "All We Know" e "Hallelujah". Em abril de 2010, a banda anunciou que estaria a frente da Honda Civic Tour de 2010; foram ao total 31 shows nos E.U. A nesta turnê, sendo a maior do Paramore. Para abrir os shows, as bandas Tegan and Sara, New Found Glory e Kadawatha foram convidados. A turnê começou em 23 de julho em Raleigh na Carolina do Norte e encerrou-se em 19 de setembro em Anaheim. Em maio de 2010, a banda anunciou mais uma série de shows pelo Reino Unido para novembro de 2010, que contou com a participação do rapper B.o.B. Em 26 de novembro de 2010, a banda confirmou uma nova passagem pelo Brasil para o ano seguinte em fevereiro de 2011 com shows em Brasília, Belo Horizonte, Rio de Janeiro, São Paulo e Porto Alegre. Também foi confirmado apresentações na Argentina, Chile, Peru, Colômbia e Venezuela.

#### Saída de Josh e Zac Farro

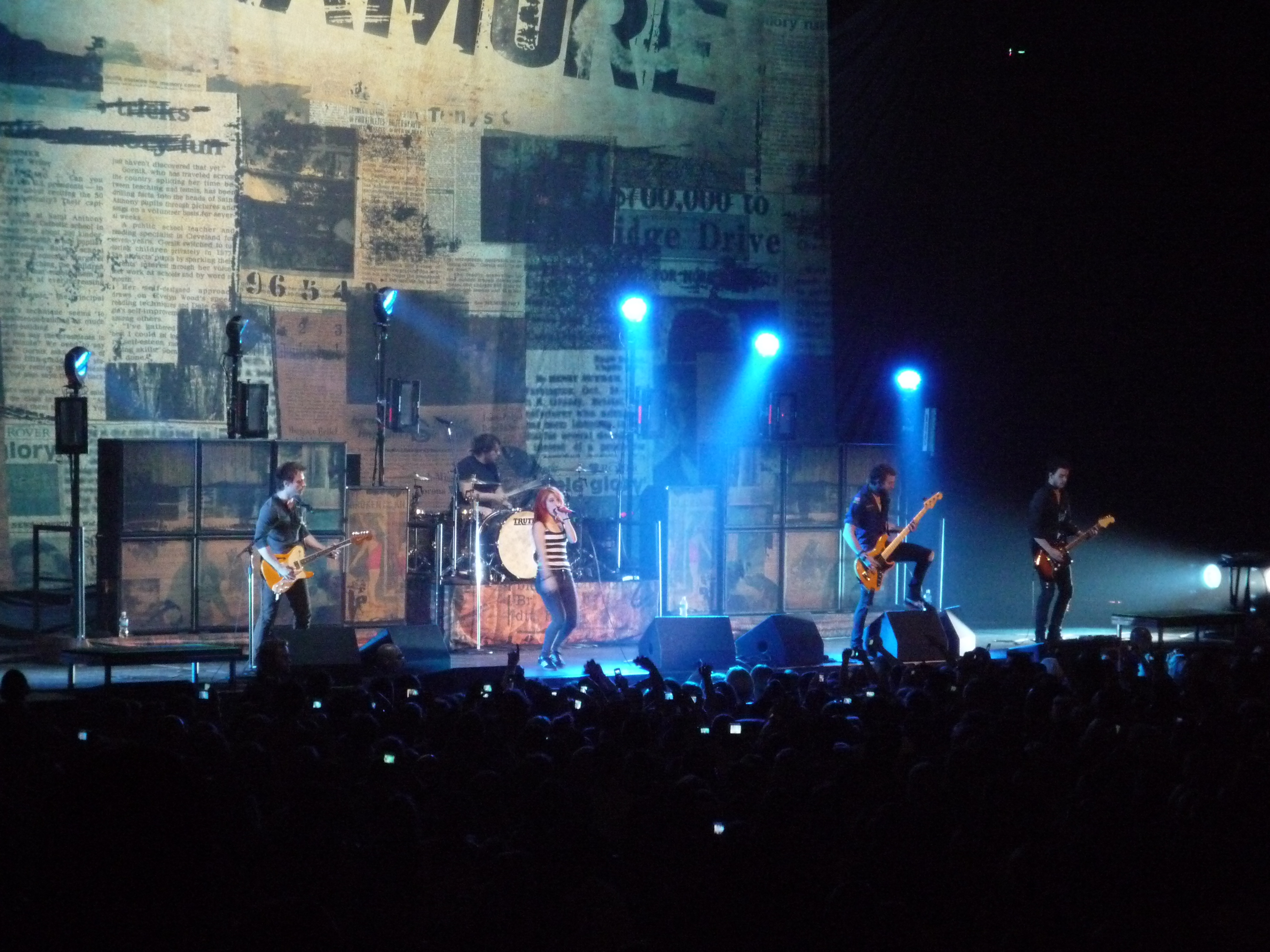
Paramore tocando em Vancouver, Canadá.

Em 18 de dezembro de 2010, uma mensagem de Hayley, Jeremy e Taylor no site oficial confirmou a saída dos irmãos Josh Farro e Zac Farro da banda. Na mensagem foi dito: "Nós queremos que Josh e Zac façam coisas que os deixem felizes e se isso não é conosco, então nós os apoiaremos em sua busca pela felicidade em outro lugar." Eles ainda disseram: "Quando olho para trás e, agora, aguardando ansiosamente, em tudo isso o que realmente importa são os bons tempos. As fotos de nossos abraços, longas caminhadas, seus rostos quando eles tocam enquanto estamos cantando. Obrigado por ter-nos aqui, neste exato momento. Esperamos que o nosso tempo melhore". Depois de sua partida, Josh Farro escreveu uma resposta em seu blogue pessoal, totalmente diferente da resposta da banda, alegando que era um problema com os integrantes da banda e sobre algo com uma nova gravadora. Josh e Zac Farro partiram então para a banda, Novel American. Em 30 de dezembro de 2010, a MTV News entrevistou Williams, York e Davis, sobre suas reações à resposta de Farro. A entrevista foi transmitida na MTV.com em 7 de janeiro de 2011 como "Paramore: The Last Word" (em português: "Paramore: A Última Palavra"). A banda confirmou muitas das declarações Farro, e que Hayley era a única da banda que estava secretamente assinando um contrato com a Atlantic Records, e disse que sentiu que a declaração era irrelevante, e acrescentou que eles já tinham ouvido muitas das declarações feitas durante a carreira da banda. A mensagem também confirmou que os membros da banda não tem a intenção de encerrar suas atividades por enquanto.

### 2011-2015:Paramoree saída de Jeremy Davis
Em 1 de abril de 2011 a banda comunicou que voltaria a tocar na Europa, incluindo um show em Portugal em 9 de julho no Optimus Alive!. Em 26 de maio de 2011, o Paramore anunciou um novo single que foi lançado oficialmente no dia 7 de junho pelo iTunes. A canção "Monster" foi lançada como parte da trilha sonora do filme Transformers: Dark of the Moon. Em 9 de junho, Hayley Williams anunciou que a banda estava trabalhando no quarto álbum de estúdio, que deverá ser lançado em 2013. Em 5 de setembro de 2011, Hayley confirmou o lançamento de uma nova canção intitulada "Renegade", que foi gravado na mesma sessão de gravação do single "Monster" e foi produzido em março por Rob Cavallo. Esta canção foi uma das três produzidas neste período, as outras duas sendo as canções "Hello Cold World" e "In The Mourning". Em 11 de outubro de 2011, Paramore anunciou o lançamento dessas três novas canções em um set chamado Singles Club, que foi liberado no site oficial para compra.
Em 18 de abril de 2012, Hayley anunciou, através do site oficial da banda, que o produtor do quarto álbum de estúdio do grupo seria Justin Meldal-Johnsen. Em 2 de julho, foi informado que o baterista Ilan Rubin se encarregaria de gravar a bateria no novo disco do Paramore. Em 6 de dezembro, a banda anunciou oficialmente o lançamento do novo álbum, que será autointitulado, para 9 de abril de 2013. O primeiro single se chamará "Now", que foi lançado no dia 22 de janeiro de 2013. Em 14 de março, foi anunciado o segundo single do disco, a canção "Still into You", que mais tarde foi liberada para download digital no iTunes.
Em meados de dezembro de 2015, o baixista do grupo, Jeremy Davis, anunciou que estava deixando a banda. Sua saída foi em bons termos, de acordo com uma nota no facebook oficial da banda. Apesar disso, em março de 2016, Davis entrou com uma ação judicial contra o Paramore, afirmando que ele tinha direito aos benefícios da parceria de negócios que fez com Hayley Williams, na forma de co-dono da banda.

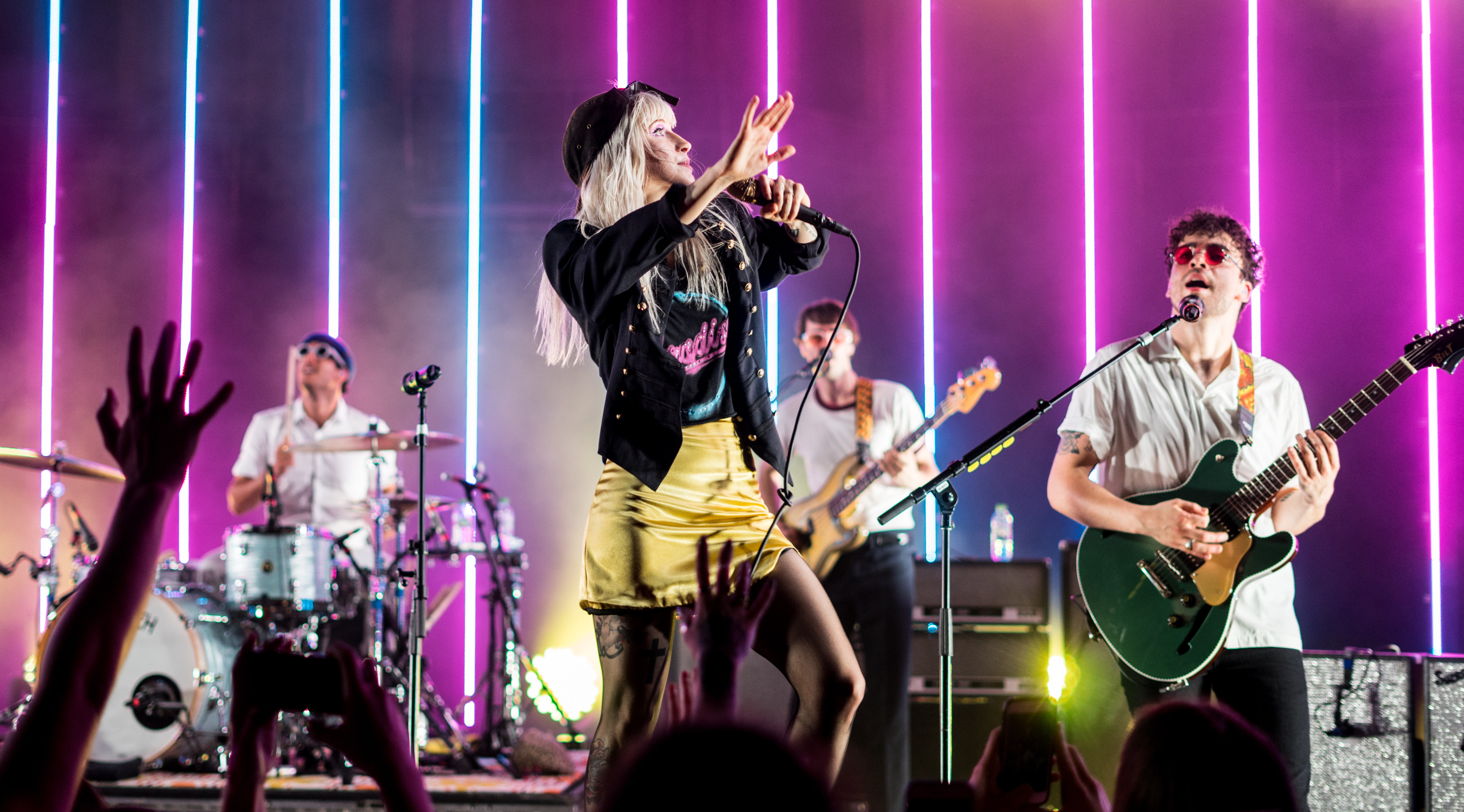
A banda se apresentando no Royal Albert Hall, em Londres, em junho de 2017.

### 2016-2019:After Laughtere volta de Zac à banda
Em janeiro de 2016, a vocalista da banda, Hayley Williams, confirmou em suas redes sociais que a banda estava trabalhando em um novo álbum. Zac Farro, ex-baterista da banda, que estaria participando das gravações deste disco, foi anunciado, em fevereiro de 2017, como novamente um membro oficial do grupo.
Em 19 de abril de 2017, Paramore anunciou o lançamento do single "Hard Times", a primeira canção divulgada do álbum After Laughter, que, por sua vez, seria lançado em 12 de maio de 2017. É o primeiro disco da banda desde a saída do baixista Jeremy Davis e do retorno do baterista Zac Farro. After Laughter apresenta um contraste total aos gêneros pop punk e rock alternativo utilizados em seus materiais anteriores. O álbum aborda temas como exaustão, depressão e ansiedade, se divergindo com o som animado e vibrante do disco. Após seu lançamento, After Laughter recebeu revisões geralmente positivas dos críticos de música, que elogiaram a nova direção sonora da banda e o new wave e synth-pop da década de 1980 presentes no projeto. Uma variedade de publicações incluíram o álbum em suas respectivas listas de fim de ano de melhores álbuns, incluindo a Billboard e a Rolling Stone. Em 2019, a Pitchfork classificou o álbum na posição de número 169 em sua lista de melhores álbuns da década. 
Em 3 de maio, um segundo single foi lançado, intitulado "Told You So".  Um videoclipe para o terceiro single,  "Fake Happy" foi lançado em 17 de novembro de 2017.  Em 5 de fevereiro de 2018, um videoclipe para "Rose-Colored Boy" foi lançado, que também serviu como o quarto single do álbum. O videoclipe de " Caught in the Middle ", o quinto single do álbum, foi lançado em 26 de junho de 2018.  A banda entrou numa turnê em apoio ao álbum em junho de 2017 até setembro de 2018. Seguindo a conclusão da After Laughter Tour, os membros do Paramore fizeram uma pausa na composição e criação de novas canções para a banda e trabalharam em outros empreendimentos. Hayley Williams participou da canção "Uncomfortably Numb" da banda American Football em 2019, e lançou dois álbuns solo Petals for Armor (2020) e Flowers for Vases / Descansos (2021)

### 2020-Presente: This Is Why
Em 11 de maio de 2020, Williams provocou um possível retorno a um som mais voltado para a guitarra no sexto álbum da banda, comentando: "Nós nos pegamos ouvindo muitas músicas antigas pelas quais crescemos sendo inspirados."  Em janeiro de 2022, foi confirmado que a banda havia entrado em estúdio para trabalhar em seu próximo sexto álbum de estúdio.
Em 28 de setembro de 2022, a banda lançou a música "This Is Why" como o single principal de This Is Why, lançado em 10 de fevereiro de 2023.  Em novembro de 2022, a banda alterou em todas as plataformas online a capa de seu álbum autointitulado, Paramore de 2013 para uma foto de Hayley Williams de costas com uma jaqueta escrito "Grow Up", Cresça em português. A razão não foi explicada, mas se deve provavelmente a uma remoção da imagem do ex integrante Jeremy Davis, devido as disputas legais com a banda por direitos autorais após sua saída. 
Paramore apresentou a canção This is Why ao vivo no The Tonight Show Starring Jimmy Fallon em 4 de novembro de 2022. Em 8 de dezembro, a banda lançou o segundo single do álbum "The News"; e o terceiro single, "C'est Comme Ça", foi lançado em 12 de janeiro de 2023. Em 6 de fevereiro de 2023, a banda estreou a faixa "Running Out of Time" ao vivo em Nashville durante o show de lançamento do álbum, e em 16 de fevereiro, a banda lançou o vídeo musical para a canção. A faixa foi enviada para as rádios alternativas dos Estados Unidos em 23 de maio de 2023. This Is Why foi recebido positivamente pelos críticos de música. No Metacritic, que atribui uma classificação normalizada de 100 a críticas de publicações populares, o álbum recebeu uma média ponderada de 85, com base em 20 opiniões, o que indica "aclamação universal", se tornando o álbum da banda mais bem avaliado.
Em 10 de janeiro de 2024, a produtora A24 anunciou um álbum tributo ao filme do show do Talking Heads, chamado Stop Making Sense , que contará com um cover de "Burning Down The House" feito pelo Paramore como faixa principal.  Em janeiro de 2024, a banda foi indicada para Melhor Grupo Internacional no Brit Awards de 2024. Em 4 de fevereiro de 2024, a banda ganhou dois prêmios no Grammy Awards de 2024 com seu álbum, This Is Why, ganhando o prêmio de Melhor Álbum de Rock e a faixa-título ganhando o prêmio de Melhor Performance de Música Alternativa. O feito deu ao paramore a honraria de se tornar a primeira banda com vocalista mulher a ganhar a categoria de “Melhor Álbum de Rock” A banda também anunciou em seu agradecimento aos fãs o fim de sua parceria com a gravadora Atlantic Records.  Em 10 de fevereiro de 2024, o Paramore foi anunciado como embaixador do Record Store Day 2024 e confirmou que continuaria como uma banda independente após o fim de seu contrato com a Atlantic Records.

## Influências e estilo musical
Joshua Martin escreveu após uma entrevista com Hayley Williams, "Não se trata apenas de uma pequena garota pop-punk com cabelo vermelho e uma atitude corajosa. Sua música é como eles, amadurece de formas diferentes. É emo sem ser chorão ou malcriado. Quase uma anti-Avril Lavigne, literalmente". A revista Alternative Press comentou que a banda era uma "nova aposta", sendo consistentemente "honesta". O primeiro álbum de Paramore, All We Know Is Falling tinha sem dúvidas um som "pop-punk estereotipado" que era "especialmente bem feito", e as duas combinações haviam criado um álbum de rock refinado infundido com "pop-punk". Do segundo lançamento da banda, Riot!, se disse explorar uma "variada escala de estilos", sem, contudo, abandonar sua "assinatura sonora".

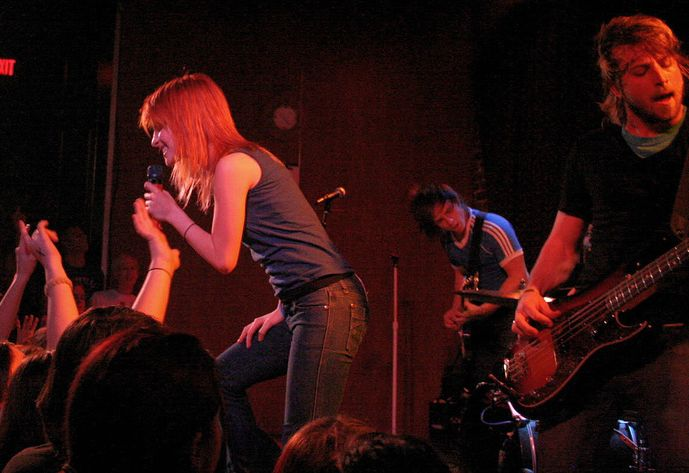
Show da banda em Orlando, Florida, no dia 23 de abril de 2007

A Alternative Press e vários outros críticos notaram que as performances de palco da banda ajudaram a impulsioná-los a uma maior fama. A revista afirma que Hayley tem mais carisma do que cantores bem mais experientes". Em Outubro de 2007, o cantautor John Mayer elogiou a voz de Hayley em um blogue, chamando-a de "grande esperança laranja": "laranja" em referência à cor do cabelo dela. Por causa do aspecto feminino da banda, Paramore ganhou comparações à Kelly Clarkson e Avril Lavigne a cima mencionado, ao qual o revisor disse que foi "extremamente sem sentido". O avaliador Jonathan Bradley observou que "Paramore ataca sua música com um entusiasmo contagioso", contudo, ele também explicou que "não há muita diferença entre Riot! e as melhores músicas de Kelly Clarkson e Avril Lavigne". Um revisor da NME tinha comparado o som de Paramore ao de "No Doubt (desprovido do ska)" e "sonhos de Kelly Clarkson". Hayley continuou comentando sobre o aspecto feminino da banda dizendo que Paramore não é "esta banda afeminada" e "faz música para que as pessoas apreciarem música, por isso as pessoas não podem falar sobre a minha sexualidade."
Paramore expressou sua influência para a criação da banda e suas músicas tinham vindo da Jimmy Eat World, Chicago, Sunny Day Real Estate, Death Cab for Cutie e Failure; Hayley Williams citou suas influências pessoais como Robert Smith do The Cure e Etta James. Williams também explicou que bandas como U2, que "são enormes, e fazer o que quiserem, escrevem o que querem e representam algo", Jimmy Eat World, "que eu não acho que nunca desiludam seus fãs", e No Doubt, que "têm feito coisas surpreendentes", agem como um modelo para o caminho no qual Paramore gostaria de tomar a sua carreira.
Em uma entrevista com a BBC, Josh Farro afirmou: "Nossa fé é muito importante para nós. Obviamente, sairá em nossa músicas, porque se alguém acredita em algo, sua visão do mundo irá sair em tudo que fizer. Mas nós não estamos aqui para pregar para as crianças, nós estamos aqui porque amamos música. Em março de 2008, o então baterista Zac Farro afirmou em uma entrevista que eles não se consideram uma banda emo e sim uma combinação de estilos.

## Membros da banda
- Hayley Williams: vocal principal, piano e teclado (2004-presente);
- Taylor York: guitarra, piano, teclado e vocal de apoio (2007-presente), bateria e percussão (2010-2017);
- Zac Farro: bateria e percussão (2004-2010; 2017-presente), piano, teclado e vocal de apoio (2017-presente).

Ex-membros
- Jason Bynum: guitarra e vocal de apoio (2004-2005);
- John Hembree: baixo (2005);
- Hunter Lamb: guitarra (2005-2007);
- Josh Farro: guitarra e vocal de apoio (2004-2010);
- Jeremy Davis: baixo (2004-2005; 2005-2015).

Membros de turnê
- Justin York: guitarra e vocal de apoio (2010-2022);
- Brian Robert Jones: guitarra e vocal de apoio (2022-presente);
- Joey Howard: baixo (2015-presente);
- Logan MacKenzie: piano, teclado e guitarra (2017-presente);
- Joseph Mullen: percussão e bateria (2017-presente).
- Josh Freese: bateria e percussão (2010-2011);
- Jon Howard: piano, teclado, guitarra e vocal de apoio (2010-2016);
- Jason Pierce: bateria e percussão (2011–2012);
- Hayden Scott: bateria e percussão (2012);
- Miles McPherson: bateria e percussão (2013);
- Aaron Gillespie: bateria e percussão (2013-2016).

## Discografia
- All We Know Is Falling (2005)
- Riot! (2007)
- Brand New Eyes (2009)
- Paramore (2013)
- After Laughter (2017)
- This Is Why (2023)

## Turnês
Turnês próprias
- The Final RIOT! Tour (2008)
- Brand New Eyes World Tour (2009–12)
- The Self-Titled Tour (2013–15)
- After Laughter World Tour (2017-18)
- This Is Why World Tour (2023)

Turnês conjuntas
- Honda Civic Tour (2010)
- MONUMENTOUR (com Fall Out Boy) (2014)

Turnês como ato de abertura
- Summer Tour 2009 (de No Doubt) (2009)
- 21st Century Breakdown World Tour (de Green Day) (2010)
- The 2nd Law World Tour (de Muse) (2013)

## Prêmios e indicações
Desde sua estreia, o Paramore recebeu várias indicações à premiações do meio musical. Inclusive uma indicação ao "Artista Revelação" no 50th Grammy Awards. Outras indicações foram: MTV Video Music Awards, MTV Europe Music Awards, Los Premios MTV Latinoamérica, MTV Video Music Brasil e MTV Movie Awards, sendo que apenas no penúltimo a banda ganhou o prêmio de "Melhor Artista Internacional". Em 7 de novembro, a banda ganhou um prêmio no MTV Europe Music Awards de 2010 por "Melhor Grupo Alternativo. Venceram também a categoria "Melhor Grupo de Rock" no Teen Choice Awards 2013. Em 2015, Paramore venceu a categoria "Best Rock Song", no 57th Grammy Awards.[carece de fontes?]